# Carl Glover
Carl Glover is een Brits ontwerper, die de laatste jaren is opgedoken in het circuit van het ontwerpen van hoezen van compact discs en langspeelplaten.
Glover is afkomstig uit een artistiek milieu, zijn opa was fotograaf, zijn vader was eens kunstschilder en zijn zus is eveneens designer. Hij groeide op in Kent, nabij de moerassen van het Hoo schiereiland. Hij studeerde aan het Medway College of Design een onderdeel van de University for the Creative Arts (1980-1981). Dit werd gevolgd door een studie aan de Maidstone College of Art, een onderdeel van diezelfde universiteit (1981-1985), alwaar hij afstudeerde. Zijn eerste werk verrichtte hij voor i-D een modeblad, maar raakte meer en meer betrokken bij de muziekindustrie, eerst bij Mainartery (1986-1989) en later bij BSS (1989-1999).
Ondertussen richtte hij zijn eigen designstudio op: Aleph Studios (1998) en was nog even designer bij Getty Images (2000-2003). Vanaf 2003 had hij genoeg werk aan het ontwerpen van platenhoezen, voornamelijk voor de muziekgroepen in het alternatieve circuit, maar ook Marillion klopte bij hem aan voor het design van onder meer Happiness is the Road.
Sinds 2006 is hij ook verantwoordelijk voor het grootste gedeelte van de hoesontwerpen voor het Rotterdamse platenlabel Tonefloat. 
Glovers specialiteit is soberheid in ontwerp en beeld. Zijn hoesontwerp voor de cd-rs van Burning Shed, een onafhankelijk platenlabel, bestaat uit een dun lichtbruin kartonnen hoes met een soort brandmerk erop. De info voor de muziek wordt dan vermeld op een los blaadje met bijna altijd een foto, die eenzaamheid uitdrukt of een beeltenis is van vergane glorie. Hij heeft een grote verzameling foto’s van historische objecten en van landschappen. De hoesontwerpen voor Fear Falls Burning zijn altijd (tot 2009) zwart-wit en ook hier is soberheid troef, de foto’s zijn van derden.
Glover maakt nog steeds reizen om inspiratie op te doen. Voor het muziekalbum van Bass Communion getiteld Chiaroscuro kwam hij terecht op de Sulphate Road in de Sierra Mountains in Californië. Een eenzame telefoonpaal staat te schitteren in een helblauwe lucht en de witte bergen tegenover een groezelig landschap.